# Achyranthes sicula
Achyranthes sicula é uma espécie de planta com flor pertencente à família Amaranthaceae. 
A autoridade científica da espécie é (L.) All., tendo sido publicada em Auctarium ad Synopsim Methodicam Stirpium Horti Reg. Taurinensis 41. 1773.

## Portugal
É uma espécie presente no território português, nativa do Arquipélago da Madeira e introduzida no Arquipélagos dos Arquipélago dos Açores.

## Protecção
Não se encontra protegida por legislação portuguesa ou da Comunidade Europeia.